# Christian Pineau

Christian Pineau, 1957

Christian Pineau (* 14. Oktober 1904 in Chaumont; † 5. April 1995 in Paris) war ein französischer sozialistischer Politiker. Von 1956 bis 1958 amtierte er als Außenminister seines Landes.

## Leben
Nach einem Studium der Rechtswissenschaften und der Politikwissenschaft arbeitete er bei der Banque de France, später bei der Banque de Paris et des Pays-Bas (Paribas). Er trat in die sozialistische Gewerkschaft CGT ein und wurde ein enger Vertrauter von Léon Jouhaux. Von 1936 bis 1940 war er Sekretär der Bankangestellten-Gewerkschaft und des Wirtschaftsrats der CGT. Im Jahr 1937 gründete er die Finanzzeitschrift Banque et Bourse. Zudem arbeitete er 1939 im Stab seines Schwiegervaters Jean Giraudoux, der Generalinspektor im Außenministerium war.
Nach der Besetzung Frankreichs durch die deutsche Wehrmacht wurde er in der Résistance aktiv und war einer der Gründer der Bewegung Libération Nord und Chef des Netzwerks Phalanx. Er schloss sich 1942 Charles de Gaulle an (obwohl er den politischen Ansichten des Generals skeptisch gegenüberstand). Im Mai 1943 wurde er von der Gestapo festgenommen, von Klaus Barbie verhört und ins Konzentrationslager Buchenwald deportiert. Im April 1945 nahm er an der Selbstbefreiung der Häftlinge in Buchenwald teil. Nach der Befreiung Frankreichs wurde er 1945 mit dem Ordre de la Libération ausgezeichnet. Im Kabinett de Gaulle I der provisorischen Regierung war Pineau von Mai bis November 1945 Minister für Nachschub.
In der Vierten Republik war er ein führender Politiker der sozialistischen Partei SFIO und von 1945 bis 1958 Abgeordneter des Départements Sarthe in der Nationalversammlung. Dort hatte er von 1945 bis 1947 den Vorsitz im Finanzausschuss. Anschließend war Pineau bis 1950 Minister für Verkehr und öffentliche Arbeiten. Er war ein entschiedener Befürworter der europäischen Integration und insbesondere der Europäischen Verteidigungsgemeinschaft, die jedoch 1954 vom französischen Parlament abgelehnt wurde. In der Regierungskrise, die auf den Rücktritt des Regierungschefs Pierre Mendès France im Februar 1955 folgte, wurde Christian Pineau als neuer Präsident des Ministerrates (Président du conseil des ministres) designiert und ernannte eine Regierung, die aber von der Nationalversammlung mit 312 zu 268 Stimmen abgelehnt wurde. Stattdessen übernahm Edgar Faure von der Parti radical das Amt.

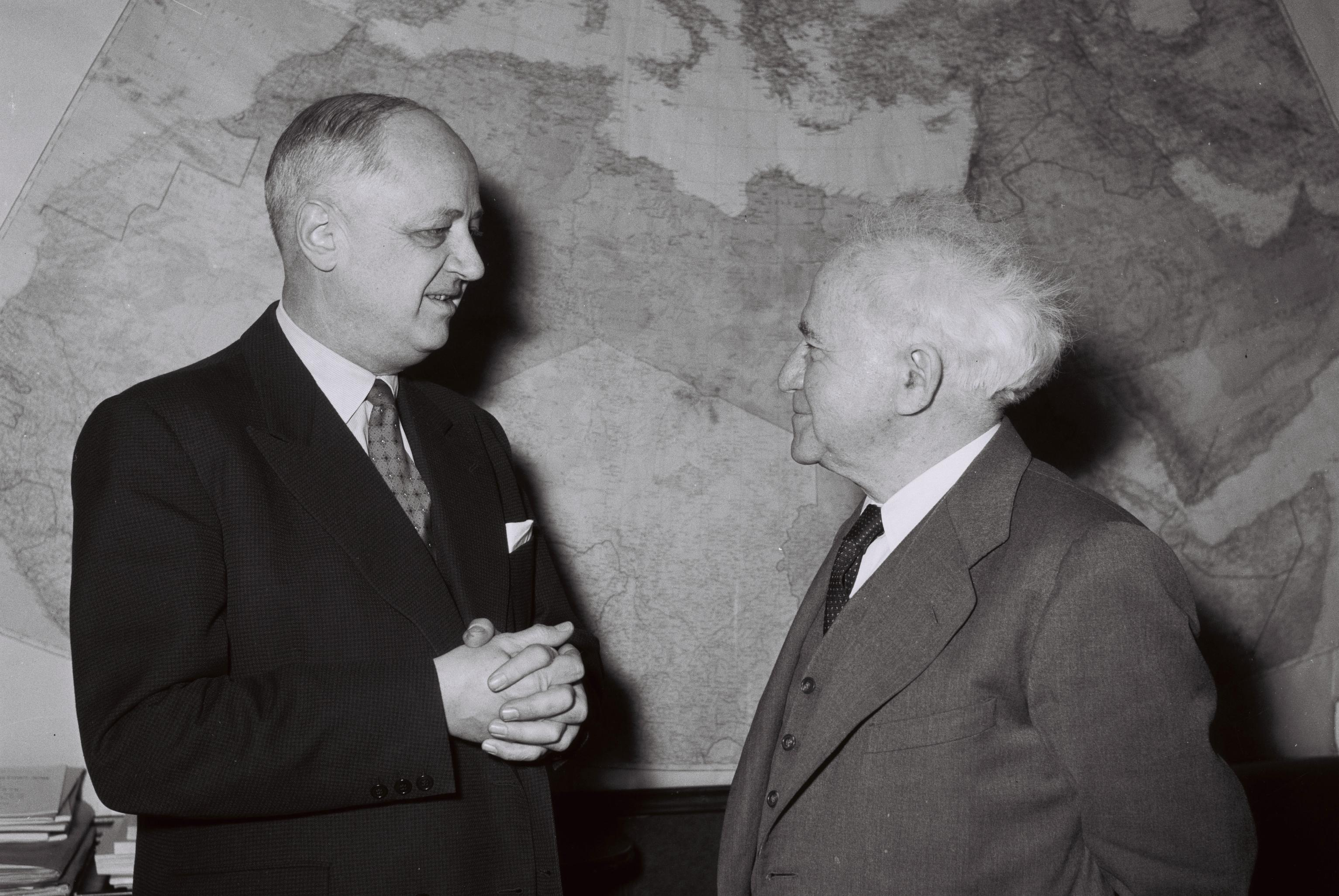
Christian Pineau trifft David Ben-Gurion in Israel, Januar 1959

Von Februar 1956 bis Mai 1958 war Pineau Außenminister unter den Premierministern Guy Mollet, Maurice Bourgès-Maunoury und Félix Gaillard. Er versuchte, eine Öffnung gegenüber den Ostblockstaaten zu erreichen, und besuchte deshalb im Mai 1956 mit Ministerpräsident Mollet Moskau, wo sie mit Chruschtschow, Bulganin und Molotow verhandelten. 
Nachdem er im März 1956 in Kairo Gespräche geführt hatte, sagte er einen für den 7. April 1956 geplanten Besuch in Israel ab. Er nahm er im Oktober 1956 an der Planung des Suez-Feldzugs gegen Ägypten teil. Er war auch an den Verhandlungen über die Römischen Verträge beteiligt, der Gründungsurkunde der Europäischen Gemeinschaften, die er am 25. März 1957 im Namen Frankreichs unterzeichnete.
Die Rückkehr Charles de Gaulles an die Regierungsspitze und die Gründung der Fünften Republik 1958 lehnte Pineau ab. Anschließend hatte er keine politischen Spitzenämter mehr inne, war nur noch Mitglied des Generalrats im Département Sarthe (bis 1979). Bei Parlamentswahlen, die nun nach dem absoluten Mehrheitsprinzip abgehalten wurden, scheiterte er ebenso wie bei der Bürgermeisterwahl in Le Mans 1959. Stattdessen machte er in der Wirtschaft Karriere, als Président-directeur général von France-Villages und France-Motels. Zudem widmete er sich der Schriftstellerei.
Pineau war dreimal verheiratet und hatte sieben Kinder. Er liegt auf dem Friedhof Cimetière du Père Lachaise in Paris begraben.